# 70

70(칠십)은 69보다 크고 71보다 작은 자연수다.

## 수학
- 합성수로, 그 약수는 1, 2, 5, 7, 10, 14, 35, 70이다. 진약수의 합은 74이므로, 70은 과잉수다.
  - 제곱 인수가 없는 4번째 과잉수다. 이 성질을 지닌 앞의 수는 66, 다음 수는 78이다. (OEIS의 수열 A087248)
  - 가장 작은 기묘수(진약수의 일부를 더해 스스로를 만들 수 없는 과잉수)이자 유일한 두 자리 기묘수다. 다음 기묘수는 836이다.
- 4번째 쐐기수다. 앞의 쐐기수는 66, 다음 쐐기수는 78이다.
- 7번째 오각수다. 앞의 오각수는 51, 다음 오각수는 92이다.
- 4번째 십삼각수다. 앞의 십삼각수는 36, 다음은 115다.
- 5번째 오포체수이자, 가장 큰 두 자리 오포체수다. 앞의 오포체수는 35, 다음은 126이다.
- {\displaystyle 70=1+8+21+40}
  - 연속하는 네 팔각수의 합으로 나타낼 수 있는 가장 작은 수다. 이 성질을 지닌 다음 수는 134다.
- {\displaystyle 70=5\times 14}
  - 연속하는 두 사각뿔수의 곱으로 나타낼 수 있는 수다. 이 성질을 지닌 앞의 수는 5, 다음 수는 420이다.

### 기묘수
70은 과잉수 중 반완전수가 아닌 가장 작은 자연수로, 진약수의 일부를 더해 스스로를 만들 수 없는 과잉수다. 이러한 수를 ‘기묘수’ 또는 ‘괴짜수’라고 한다.
그리고 70의 약수의 총합에 1을 더한 수보다 큰 모든 소수는 70과 곱했을 때 기묘수가 나오게 된다. 처음에 기묘수는 아주 드물게 존재하다가 1만 이상에서는 갑자기 70과 p의 곱으로 인해 기묘수의 빈도가 급격히 증가하기 시작한다. (p>148인 모든 소수)  70의 초과값은 4인데, 70의 약수의 일부의 합만으로 초과값과 같아지게 할 수는 없다. 반완전수의 경우 합에서 제외할 진약수의 일부의 합이 초과값과 동일해지는 경우가 1가지 이상이어야 하기 때문이다.
즉, 진약수의 일부의 합이 자기자신과 같아야 한다. 참고로, 초과값이란, 진약수의 합에서 그 수 자기자신을 뺀 값을 말하며, 이는 자연수의 진약수들의 합과 관련성이 있다.

## 과학
- 이터븀(Yb)의 원자번호.
- NGC 70: 안드로메다자리 방향에 있는 나선은하.

## 교통

### 철도
- 일본국유철도 70계 전동차(일본어판)

### 도로
- 고속도로
  - 주간고속도로 제70호선: 유타주 코브포트(영어판)에서 메릴랜드주 볼티모어까지 이어지는 미국의 주간고속도로.
  - 유럽 고속도로 70호선: 스페인 라코루냐에서 조지아 포티까지 이어지는 유럽 고속도로.
  - 아우토반 70호선: 독일의 고속도로.
- 국도 제70호선
  - 미국 70번 국도
  - 인도 70번 국도
- 기타 도로
  - 현도 제70호선

## 군사
- U-70: 독일의 군용 잠수함. 제1차 세계 대전에 사용된 1915년제 모델(영어판)과 제2차 세계 대전에 사용된 1940년제 모델(영어판)이 있다.

## 나이 (만 70세)
- 미국의 로널드 레이건이 이 나이에 대통령이 되었다.
- 한국에서는 이 나이를 고희(古稀)라고도 하며 생일에 칠순잔치를 벌인다.
- 미국 과장급 이상 연방공무원의 정년이다.
- 대한민국에서 사람의 평균 수명은 70세를 전후한다.
- 인도네시아인의 평균 수명.
- 종심소욕불유구(논어).

## 문화유산
- 대한민국의 국보 제70호: 훈민정음 해례본
- 대한민국의 보물 제70호: 경주 서악동 귀부
- 대한민국의 사적 제70호: 부안 진서리 요지

## 방송
- 스카이라이프의 더 무비 채널 번호.
- 지니 TV의 스카이스포츠 채널 번호.
- B tv의 캐치온1 채널 번호.
- U+ TV의 드라맥스 채널 번호.
- LG헬로비전의 채널J 채널 번호.
- B tv 케이블의 캐치온2 채널 번호.
- KT HCN의 SBS 라이프 채널 번호.

## 기타
- 연도: 70년, 기원전 70년
- 70년대